# Le Hommet-d’Arthenay
Le Hommet-d’Arthenay – miejscowość i dawna gmina we Francji, w regionie Normandia, w departamencie Manche. W 2013 roku populacja ówczesnej gminy wynosiła 539 mieszkańców. 
Dnia 1 stycznia 2018 roku połączono dwie wcześniejsze gminy: Pont-Hébert oraz Le Hommet-d’Arthenay. Siedzibą gminy została miejscowość Pont-Hébert, a nowa gmina przyjęła jej nazwę.